# Comté de Warren (Caroline du Nord)
Pour les articles homonymes, voir Comté de Warren.
Le comté de Warren (en anglais : Warren County) est un comté américain situé dans le nord de l'État de Caroline du Nord, à la frontière avec la Virginie. Son siège est Warrenton.

## Histoire
Le comté de Warren est créé en 1779 à partir de la moitié nord de l'ancien comté de Bute. Il est nommé en hommage à Joseph Warren du Massachusetts, un général de la guerre d'indépendance des États-Unis tué lors de la bataille de Bunker Hill en 1775. En 1881, des parties des comtés de Warren, de Franklin et Granville sont séparées pour former le comté de Vance.

## Géographie

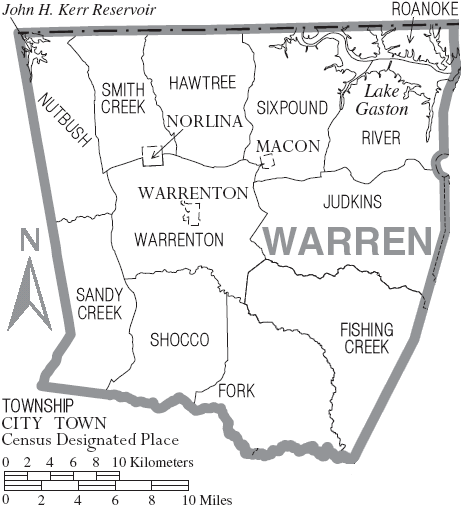
Carte du comté de Warren, montrant ses townships et municipalités.

## Démographie
| Groupe                           | Comté de Warren | Caroline du Nord | États-Unis |
| -------------------------------- | --------------- | ---------------- | ---------- |
| Afro-Américains                  | 52,3            | 21,5             | 12,6       |
| Blancs                           | 38,8            | 68,5             | 72,4       |
| Amérindiens                      | 5,0             | 1,3              | 0,9        |
| Autres                           | 2,1             | 4,4              | 6,4        |
| Métis                            | 1,6             | 2,2              | 2,9        |
| Asiatiques                       | 0,2             | 2,2              | 4,8        |
| Total                            | 100             | 100              | 100        |
|                                  |                 |                  |            |
| Hispaniques et Latino-Américains | 3,3             | 8,4              | 16,7       |

Selon l'American Community Survey, pour la période 2011-2015, 96,12 % de la population âgée de plus de 5 ans déclare parler l'anglais à la maison, 3,04 % l'espagnol et 0,84 % une autre langue.
| 1790  | 1800   | 1810   | 1820   | 1830   | 1840   |
| ----- | ------ | ------ | ------ | ------ | ------ |
| 9 379 | 11 284 | 11 004 | 11 158 | 11 877 | 12 919 |

| 1850   | 1860   | 1870   | 1880   | 1890   | 1900   |
| ------ | ------ | ------ | ------ | ------ | ------ |
| 13 912 | 15 726 | 17 768 | 22 619 | 19 360 | 19 151 |

| 1910   | 1920   | 1930   | 1940   | 1950   | 1960   |
| ------ | ------ | ------ | ------ | ------ | ------ |
| 20 266 | 21 593 | 23 364 | 23 145 | 23 539 | 19 652 |

| 1970   | 1980   | 1990   | 2000   | 2010   | - |
| ------ | ------ | ------ | ------ | ------ | - |
| 15 810 | 16 232 | 17 265 | 19 972 | 20 972 | - |